# Aspidium sprengelii
Aspidium sprengelii là một loài dương xỉ trong họ Tectariaceae. Loài này được Kaulf. mô tả khoa học đầu tiên năm 1839.
Danh pháp khoa học của loài này chưa được làm sáng tỏ. 